# Prognathodes aya
Prognathodes aya là một loài cá biển thuộc chi Prognathodes trong họ Cá bướm. Loài này được mô tả lần đầu tiên vào năm 1886.

## Từ nguyên
Từ định danh aya được đặt theo từ định danh của một loài cá khác, Lutjanus aya (danh pháp trước đây dùng để chỉ cá hồng Lutjanus campechanus), vì mẫu định danh của loài cá bướm này được tìm thấy khi L. aya nôn ra từ dạ dày.

## Phạm vi phân bố và môi trường sống
Từ North Carolina (Hoa Kỳ), P. aya được phân bố trải dài về phía nam, dọc theo bờ vịnh México đến bán đảo Yucatán. Chúng sống trên các rạn viền bờ và được tìm thấy chủ yếu ở vùng nước sâu (từ 20 m trở xuống và có thể đến 200 m).

## Mô tả
Chiều dài lớn nhất được ghi nhận ở P. aya là 17 cm. Mõm dài và nhọn. P. aya có màu trắng, có khi phớt vàng. Một dải đen từ giữa vây lưng chéo xuống nửa sau vây hậu môn; một dải tương tự nhưng hẹp hơn từ phía trước vây lưng băng qua mắt và chéo xuống mõm. Trừ vây ngực trong suốt không màu, các vây còn lại có màu vàng. Các tia gai trước của vây lưng dài hơn các gai còn lại.
Một loài chị em của P. aya là Prognathodes guyanensis, và cả hai loài có kiểu hình khá giống nhau.
Số gai ở vây lưng: 13; Số tia vây ở vây lưng: 18–19; Số gai ở vây hậu môn: 3; Số tia vây ở vây hậu môn: 15–16; Số tia vây ở vây ngực: 14–15; Số gai ở vây bụng: 1; Số tia vây ở vây bụng: 5.

## Sinh thái học
Thức ăn của P. aya chủ yếu là các loài thủy sinh không xương sống nhỏ. Loài này có thể sống đơn độc hoặc bơi thành đôi vào thời điểm sinh sản.

## Thương mại
P. aya hiếm khi được thu thập trong ngành thương mại cá cảnh vì chúng sống ở vùng nước khá sâu. Nếu có, loài này được bán với giá khoảng 500 USD một con.